# Слим Саммервилл
Слим Са́ммервилл (англ. Slim Summerville; имя при рождении Джордж Джо́зеф Со́мервилл; 10 июля 1892, Альбукерке, Нью-Мексико — 5 января 1946 или 6 января 1946, Лагуна-Бич, Калифорния) — американский киноактёр и кинорежиссёр, известный своими работами в комедиях.

## Биография
Джордж Джозеф Сомервилл родился 10 июля 1892 года в городе Альбукерке (штат Нью-Мексико, США). Его мать умерла, когда мальчику было пять лет. Немного повзрослев, подросток переехал в Канаду, к своим дедушке и бабушке в город Чатем. Там он устроился на свою первую работу: стал посыльным в компании Канадская тихоокеанская железная дорога. Вскоре Джордж сменил место жительства и работу, уехал в Оклахому, а затем в Калифорнию, где работал в бильярдной. Именно там в 1912 году молодого человека приметил начинающий (на то время) киноактёр Эдгар Кеннеди, который пригласил Джорджа на встречу с кинематографистом Маком Сеннетом, который в то время возглавлял киностудию Keystone Studios. Сеннет сразу же принял Сомервилла на работу, исполнять эпизодические роли в кинокартинах, положив юноше жалованье 3,5 доллара (около 111 долларов в ценах 2024 года) в день.
Сомервилл был долговязым и худощавым, «похожим на пугало», и он удачно использовал это в своей актёрской карьере, снимаясь в комедиях; актёр вскоре взял себе псевдоним Слим Саммервилл (slim — тощий). За 34 года карьеры (1912—1946) он появился в примерно 220 кинофильмах (около 130 из них были короткометражными; в 25 случаях без указания в титрах). Также Саммервилл был довольно известным кинорежиссёром: за 10 лет (1920—1930) он снял 67 фильмов (все короткометражные).
Слим Саммервилл умер 5 января 1946 года в городе Лагуна-Бич (штат Калифорния) от инсульта. Похоронен на кладбище «Инглвуд-Парк». Спустя 20 лет после смерти Саммервилла дом, в котором он жил в Лагуна-Бич, был переоборудован в ресторан «Пляжный дом» (позже сменил название на Driftwood Kitchen).
В 1960 году Саммервилл был удостоен звезды на Голливудской «Аллее славы» за вклад в киноиндустрию.

### Личная жизнь
Саммервилл был женат дважды, ни одна из его жён не имела отношения к кинематографу.
- Гертруда Марта Роэлл. Брак заключён 19 ноября 1927 года, в сентябре 1936 года последовал развод. От брака остался ребёнок: в феврале 1932 года они усыновили четырёхнедельного младенца, которого назвали Эллиотт Джордж[6].
- Элеанор Браун, медсестра. Брак заключён в 1937 году и продолжался девять лет до самой смерти актёра в январе 1946 года.

- Фото 1918 года
- В фильме «Маленькое происшествие» (1930)
- В фильме «Любовь, честь и о, детка!» (1933). Слева направо: Слим Саммервилл, Эдриэнн Дор и Сейзу Питтс.

## Фильмография

### Актёр
В титрах не указан
- 1912 — Наследство Хоффмейера[англ.] / Hoffmeyer's Legacy — полицейский[англ.]
- 1914 — Застигнутый дождём / Caught in the Rain — полицейский
- 1914 — Нокаут / The Knockout — зритель на боксёрском поединке
- 1914 — Деловой день Мэйбл / Mabel's Busy Day — полицейский
- 1914 — Реквизитор / The Property Man — зритель театрального представления во втором ряду
- 1914 — Эти муки любви / Those Love Pangs — зритель в кинотеатре
- 1914 — Тесто и динамит / Dough and Dynamite — бастующий пекарь
- 1914 — Нахальный джентльмен / Gentlemen of Nerve — зритель автогонок
- 1914 — Прерванный роман Тилли / Tillie's Punctured Romance — полицейский • посетитель ресторана
- 1914 — Чудесные штаны Фатти / Fatty's Magic Pants — полицейский
- 1914 — Фэтти и Минни Хи-Хо / Fatty and Minnie He-Haw — охранник на железной дороге
- 1915 — Маленькое золото[англ.] / That Little Band of Gold — официант

В титрах указан
- 1914 — Веселящий газ / Laughing Gas — пешеход • пациент
- 1915 — ? / Her Painted Hero — расклейщик рекламных плакатов
- 1926 — Техасская жилка[англ.] / The Texas Streak — Швед Сонберг
- 1927 — Чувак из Денвера[англ.] / The Denver Dude — Тощий Джонс (в титрах указан как George Summerville)
- 1927 — Любимый плут[англ.] / The Beloved Rogue — Жан
- 1927 — Китайский попугай[англ.] / The Chinese Parrot — старатель
- 1928 — Последнее предупреждение[англ.] / The Last Warning — Томми Уолл
- 1929 — Крепыш[англ.] / Strong Boy — Тощий
- 1929 — Тигровая роза / Tiger Rose — Хейн
- 1930 — Трое солдат[англ.] / Troopers Three — Солнечный
- 1930 — Король джаза[англ.] / King of Jazz — владелец автомобиля («Весна») • Лошадиный Зад • Чарльз
- 1930 — На Западном фронте без перемен / All Quiet on the Western Front — Тьяден
- 1930 — Негодяи[англ.] / The Spoilers — Слэпджек Симмс
- 1930 — Её мужчина[англ.] / Her Man — Швед
- 1930 — Увидеть жажду Америки[англ.] / See America Thirst — Тощий
- 1931 — Первая полоса / The Front Page — Ирвинг Пинкус
- 1931 — Плохая сестра / Bad Sister — Сэм
- 1932 — Воздушная почта[англ.] / Air Mail — «Тощий» МакКьюн
- 1935 — Фермер женится[англ.] / The Farmer Takes a Wife — Удача Благосклонна
- 1935 — Путь вниз на восток / Way Down East — констебль Сет Холкомб
- 1936 — Сельский доктор[англ.] / The Country Doctor — констебль Джим Огден
- 1936 — Капитан Январь[англ.] / Captain January — капитан Назро
- 1936 — Белый Клык[англ.] / White Fang — Слэтс Мэги
- 1937 — Любовь — это новости[англ.] / Love Is News — судья Харт
- 1937 — Дорога назад[англ.] / The Road Back — Тьяден
- 1937 — Пятьдесят дорог в город[англ.] / Fifty Roads to Town — Эд Генри
- 1938 — Ребекка с фермы Саннибрук[англ.] / Rebecca of Sunnybrook Farm — Хомер Басби
- 1938 — Пятеро себе подобных[англ.] / Five of a Kind — Джим Огден
- 1938 — Подводный патруль[англ.] / Submarine Patrol — кок Элсуорт «Картофелина» Фиккетт
- 1939 — Джесси Джеймс[англ.] / Jesse James — тюремщик
- 1940 — Энн из Шумящих Тополей[англ.] / Anne of Windy Poplars — Джейбиз Монкман
- 1941 — Вестерн Юнион / Western Union — Герман
- 1941 — Табачная дорога / Tobacco Road — Генри Пибоди
- 1941 — Западное шоссе / Highway West — Грэмпс Эбботт
- 1941 — Мисс Полли[англ.] / Miss Polly — Тощий
- 1942 — Долина исчезающих людей[англ.] / The Valley of Vanishing Men — Миссури Бенсон (в 15 сериях)
- 1944 — Невеста по ошибке[англ.] / Bride by Mistake — Сэмюэл
- 1946 — Святой Гудлум[англ.] / The Hoodlum Saint — Угорь